# Pont de Mirepoix-sur-Tarn
Le pont de Mirepoix-sur-Tarn était un pont routier suspendu à structure métallique franchissant le Tarn, sur la route départementale 71 et reliant la commune de Mirepoix-sur-Tarn à celle de Bessières, dans le département de la Haute-Garonne (région Occitanie), en France.
Le pont, mis en service en 1935, s'est effondré le 18 novembre 2019 lors du passage d'un convoi en surcharge.

## Situation et accès
Le pont se situait sur le Tarn, affluent de la Garonne, entre le centre de la commune de Mirepoix-sur-Tarn (en rive droite) et la commune de Bessières, lieu-dit Barrézès (en rive gauche).
L'ouvrage permet à la route départementale 71 de franchir la rivière et de relier le territoire de Mirepoix-sur-Tarn à l'ancienne route nationale devenue route départementale 630 qui relie Montauban à Lavaur.
Avant son écroulement, ce pont était emprunté par les lignes d'autocars 355 (reliant Villemur-sur-Tarn à Toulouse-Borderouge-Gare routière) et 375 (reliant Buzet-sur-Tarn au Lycée Pierre Bourdieu de Fronton) du réseau régional des transports publics, dénommé réseau Arc-en-Ciel ainsi que des autocars assurant le transport scolaire,.

## Caractéristiques techniques
Long de 152 mètres et large de 5 mètres, ce pont suspendu disposait de deux trottoirs de 80 centimètres. L'ossature du tablier ainsi que les deux piles (pylônes et treillis) sont en acier tandis que les culées sont faites de béton.
En 1995, le re-calcul de l'ouvrage a conclu à l'instabilité à vide des massifs d’ancrage, la limitation de tonnage est passée de 19 à 12 tonnes, les travaux de réparation concernent alors les deux massifs d’ancrage, la partie du tablier en béton, les anciennes attaches des suspentes au tablier, les culots de suspension (en fonte, fragiles à froid) sont remplacées par de nouvelles pièces soudées, les attaches des suspentes aux câbles, les appareils d’appuis. L'équilibre général (tension des câbles et des suspentes) est revu entièrement.
Les travaux de réparation ont été conçus pour que l'ouvrage reste conforme aux règlements de calcul pour un cas de charge limitation à 12 tonnes, soit : le passage de deux camions de 12 tonnes en file, le croisement exceptionnel de deux camions de 12 tonnes en montant sur les trottoirs, ou le passage exceptionnel d'un camion isolé de 19 tonnes.
Le pont était interdit aux véhicules de plus de 19 tonnes et ne pouvait être emprunté que par un seul poids lourd à la fois,.

## Histoire

### Avant le premier pont
Avant le premier pont, Mirepoix est doté d'un passage d'eau ou bac.
En 1844, des subventions sont demandées pour la construction d'un couteux pont suspendu.

### Pont détruit en 1930
En 1902, il existe déjà un pont suspendu sur le Tarn à Mirepoix, avec une travée de 113 mètres et un tablier est en bois, pour desservir le chemin de grande communication n°22. À cette époque, il est question de transformer le pont suspendu en pont fixe.
Le pont de Mirepoix est emporté par une crue centennale subite qui dévaste la Haute-Garonne et le Tarn-et-Garonne du 3 au 5 mars 1930,,. (Inondations de mars 1930 dans le bassin du Tarn).
Ainsi, le premier pont ne dure pas plus d'un siècle.

### Construction
Pour le remplacement, un nouveau pont suspendu métallique est construit par l'entreprise Baudin Chateauneuf (en 1931), puis mis en service en 1935.
Il a été prévu, selon les normes de l'époque, pour la circulation de poids-lourds dont la masse maximale était de seize tonnes à deux essieux.

Le pont au cours des années 1930.
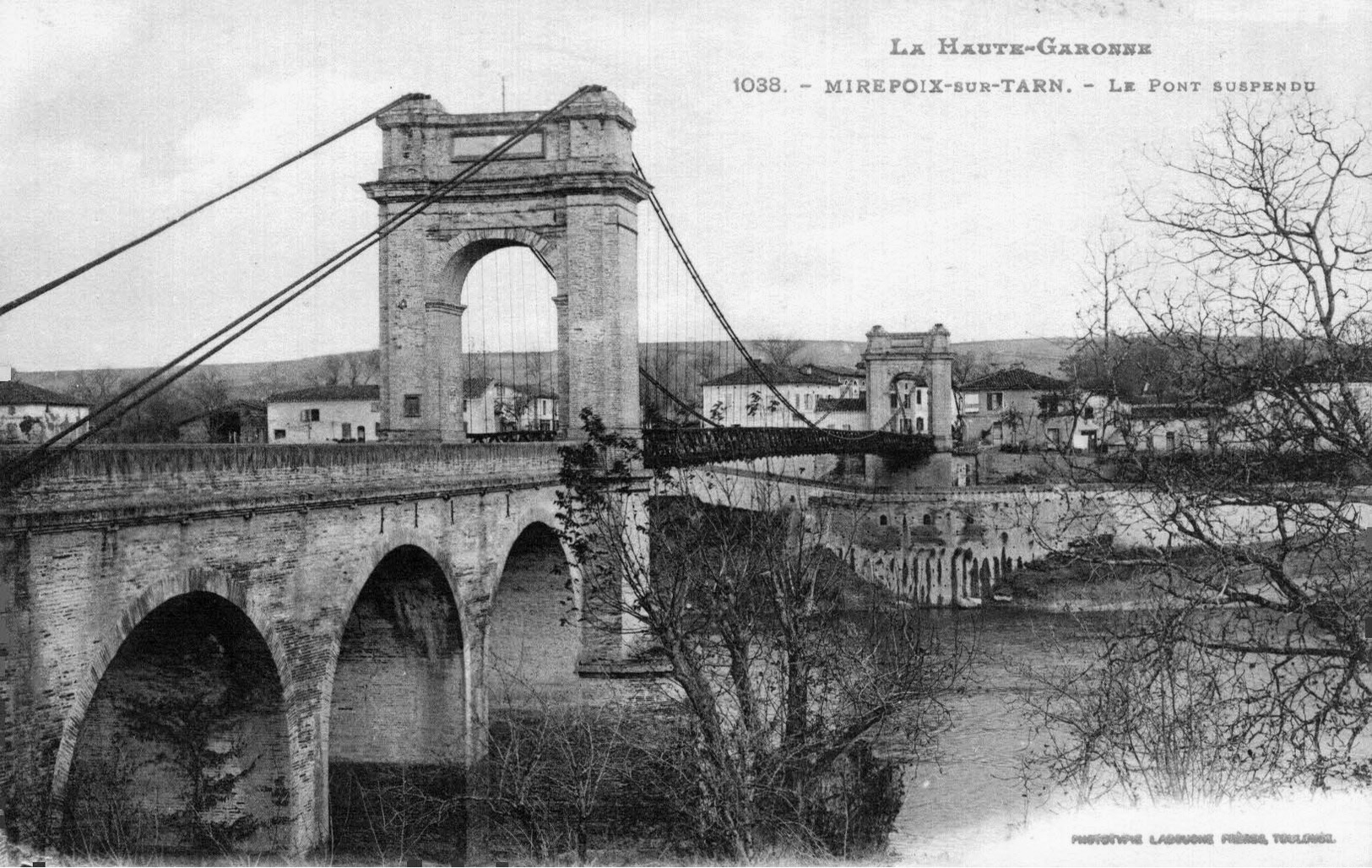
L'ancien pont à tablier de bois avant 1930.
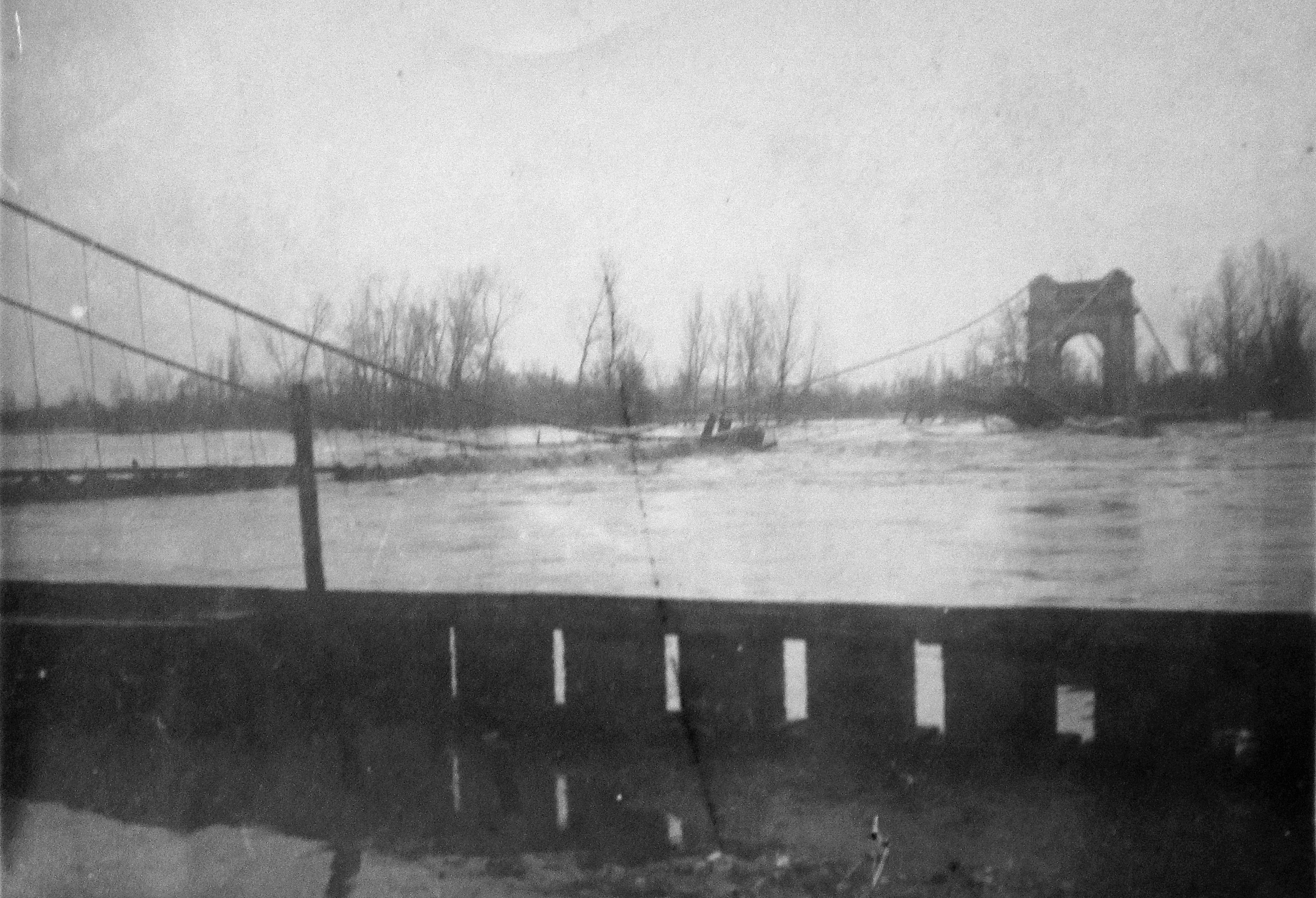
L'ancien pont sous les eaux en 1930.
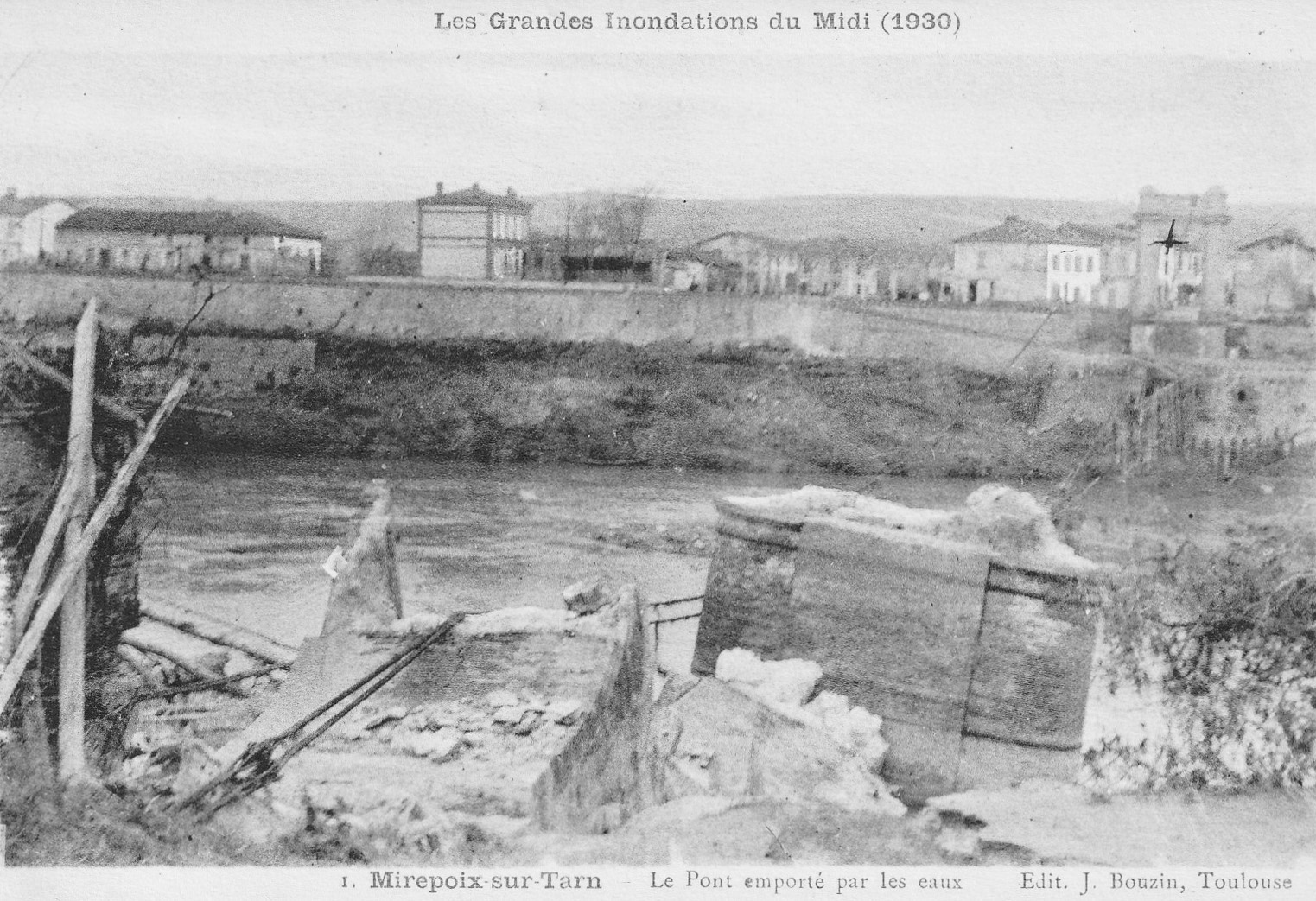
L'ancien pont détruit après l’inondation de 1930.
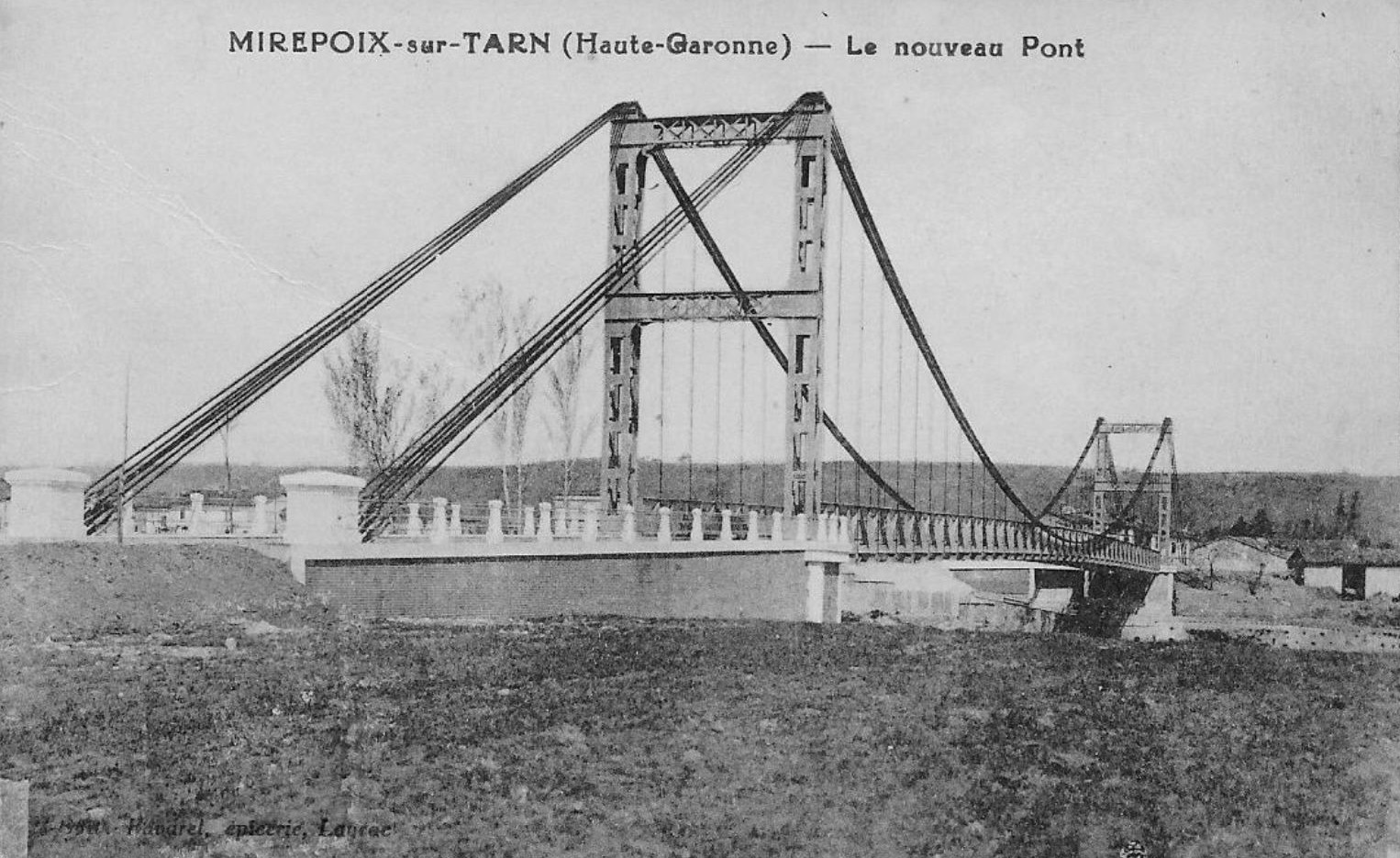
Le nouveau pont vers 1935.

### Rénovation
Ce pont est rénové en 2003, le conseil général de la Haute-Garonne étant le donneur d'ordre, et inspecté intégralement pour la dernière fois en 2017 par le Centre d'études et d'expertise sur les risques, l'environnement, la mobilité et l'aménagement (Cerema).

### Maintenance
En 1995, la limite de masse des camions traversant est réduite de deux camions de 16 tonnes à deux camions de 12 tonnes.
En 1998, pour répondre à un mauvais état général et à des dégradations constatées, des travaux de renforcement de l’ouvrage sont lancés avec le conseil départemental de la Haute-Garonne pour maître d'ouvrage.
La division Ouvrages d’Art du Cete Sud-Ouest (Centre d’études techniques de l’Équipement, actuellement Cerema) considère que grâce aux travaux de 1998, le pont pouvait supporter deux camions-types de 12 tonnes chacun ou bien un seul camion-type de 19 tonnes.

### Structure du pont

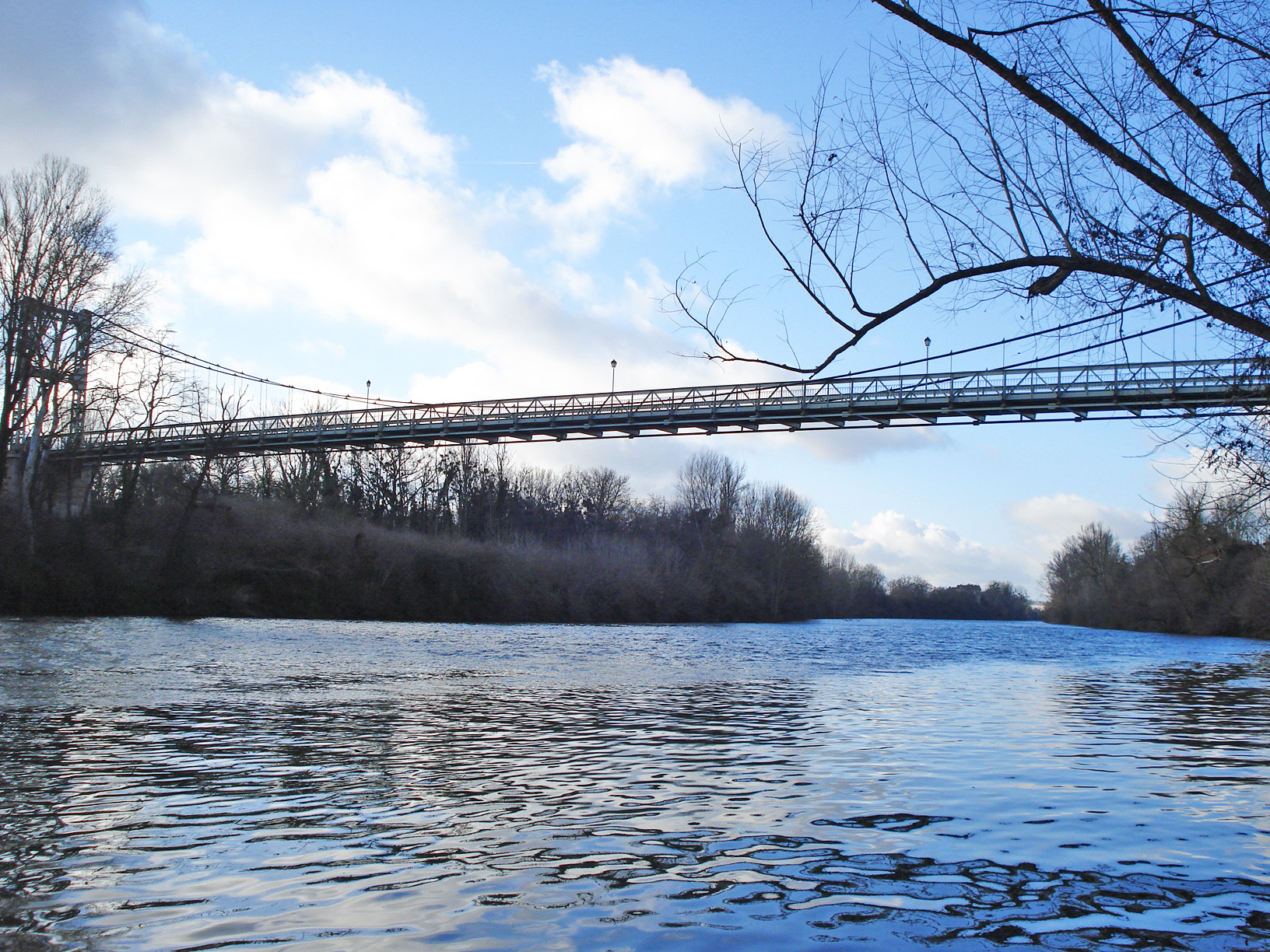
Le pont en 2013. Sur cette photographie on distingue les différents éléments du pont: tablier; suspente; câbles porteurs; pylones; mats de candélabres

D'après le rapport technique du BEA-TT, le pont était doté d'un tablier long de 152 mètres, supportant une chaussée de cinq mètres de large avec deux trottoirs de 75 centimètres appartenant à la route départementale 71.
Chacun des deux côtés du pont est doté de 40 suspentes, barres en acier plein d'un diamètre de 40 millimètres.
Avant son effondrement, le pont connait un taux moyen journalier de 1 965 véhicule/jour, dont 1922 véhicules légers et 43 véhicules lourds.

### Effondrement en 2019
Le 18 novembre 2019, le tablier du pont s'effondre vers 8 h du matin lors du passage d'un convoi de l'entreprise de bâtiment et travaux publics (BTP) Puits Julien Fondations de plus de 51 tonnes – composé d'un tracteur routier d'une masse à vide de 9,5 tonnes conduit par le gérant de la société, d'une semi-remorque de 10,9 tonnes et d'une foreuse de puits de 30,8 tonnes selon le procureur de la République responsable de l'enquête – donc en forte surcharge pour un pont limité à 19 tonnes et à un seul camion sur le pont,,,.
Le camion et une voiture et leurs occupants sont précipités dans les eaux froides du Tarn.
Le bilan fait état de deux morts : le chauffeur du convoi et une adolescente de quinze ans, passagère du second véhicule présent sur le pont lors de l'effondrement. Le bilan humain comporte également des blessés, dont la mère de l'adolescente et des personnes venues porter secours.
« À ce stade de l'enquête, le poids excessif du camion semble être la cause immédiate et apparente de cet accident. Ce n'est pas la cause exclusive, des investigations restent en cours pour reconstituer l'accident » précise le procureur de la République.
Le pont voisin, et similaire, de Villemur-sur-Tarn, a été fermé pour des travaux de sécurisation durant plus de six mois jusqu'à sa réouverture en avril 2019. D'après des habitants, cette fermeture a pu avoir pour conséquence un report de trafic routier sur le pont de Mirepoix-sur-Tarn, ce qui aurait pu contribuer à fragiliser l’édifice,. Certains élus à l'instar du maire de Villemur-sur-Tarn et une association locale dénoncent les infrastructures et des ouvrages routiers locaux devenus obsolètes. La Fédération régionale des travaux publics d'Occitanie signale, quant à elle, avoir mis régulièrement l’accent sur la maintenance et l’entretien du réseau routier et des ouvrages. Une marche blanche réunit 500 à 600 personnes en hommage aux victimes le 30 novembre.

Le pont après l'effondrement de novembre 2019.
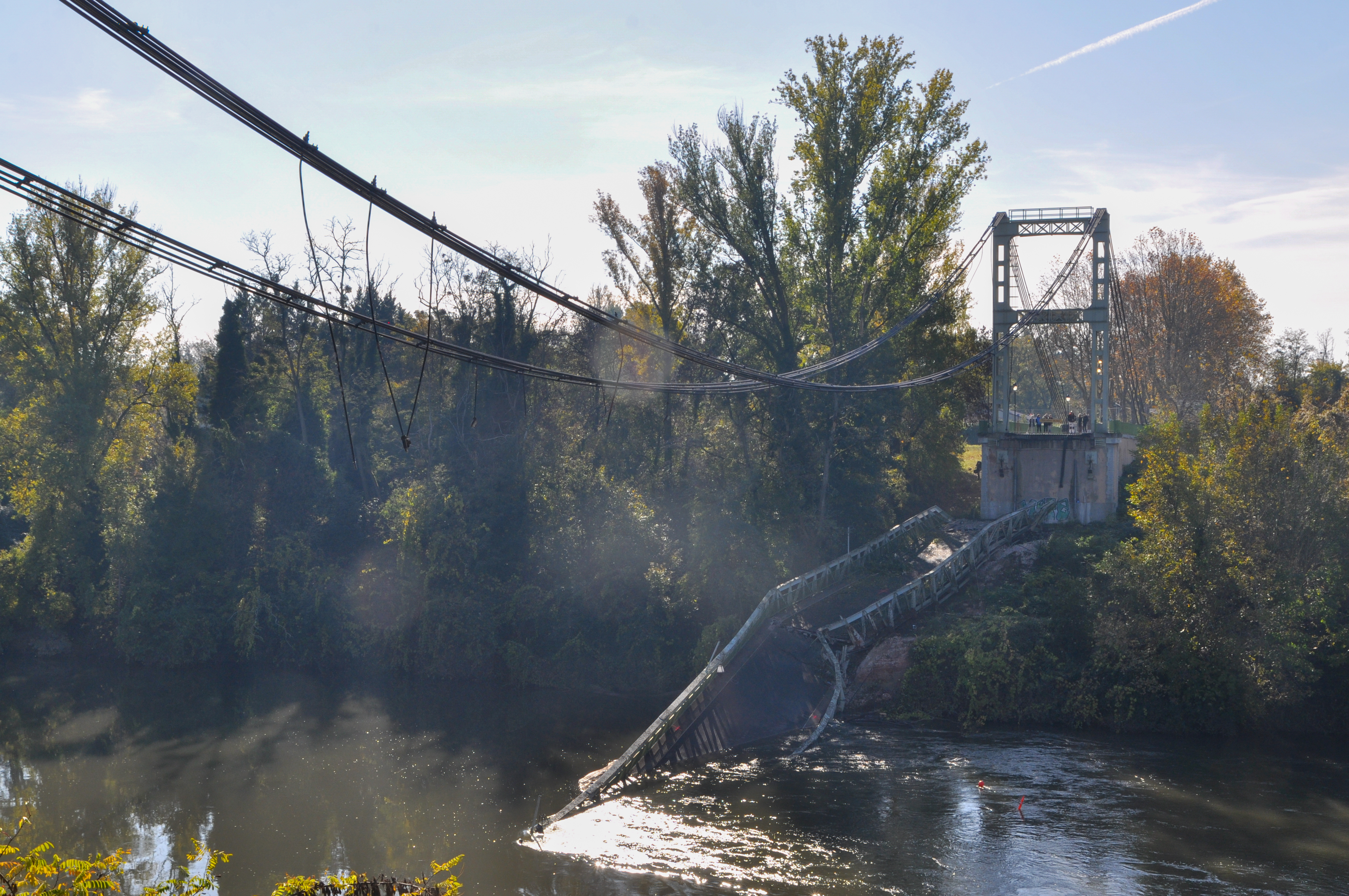
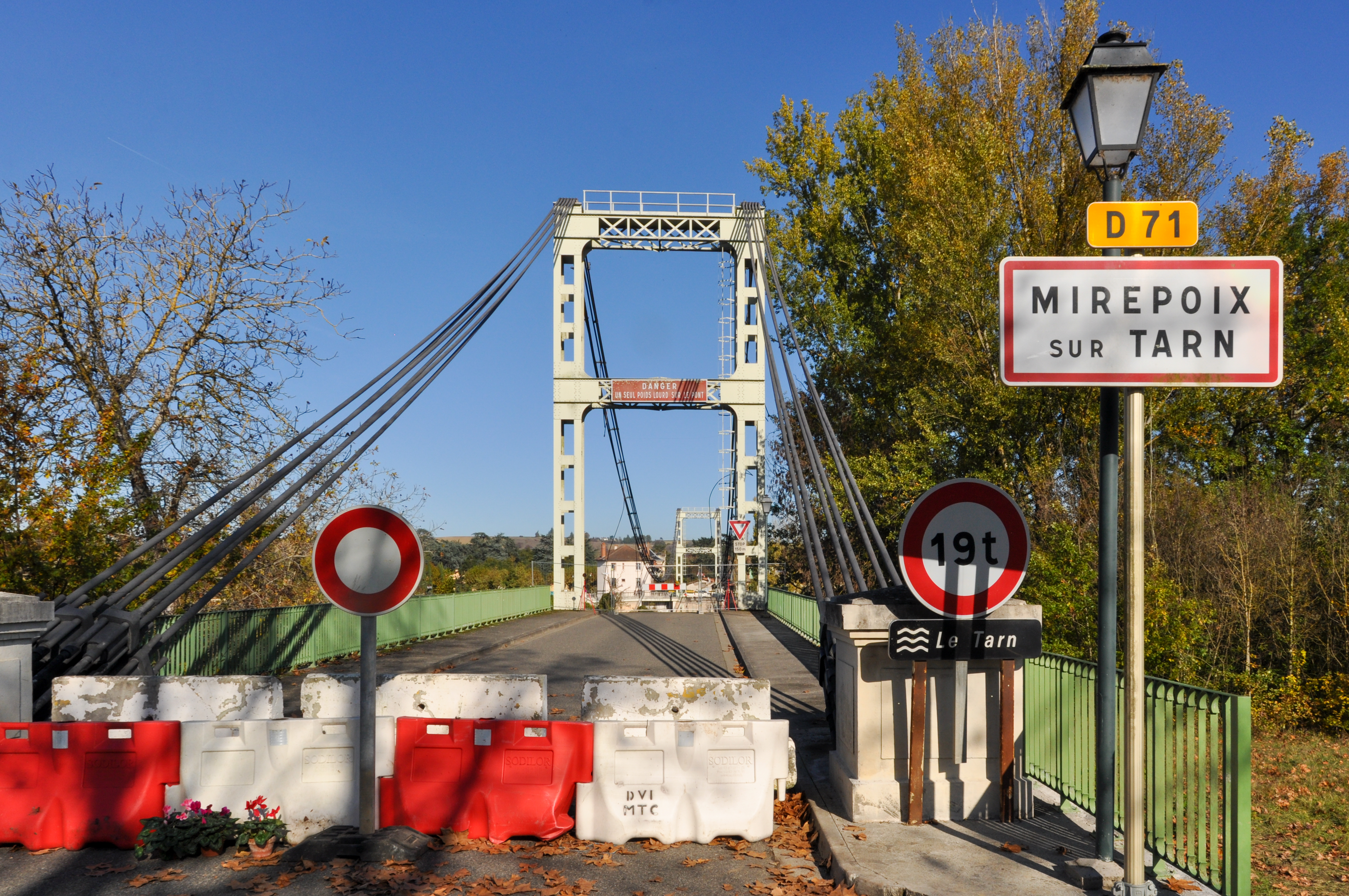
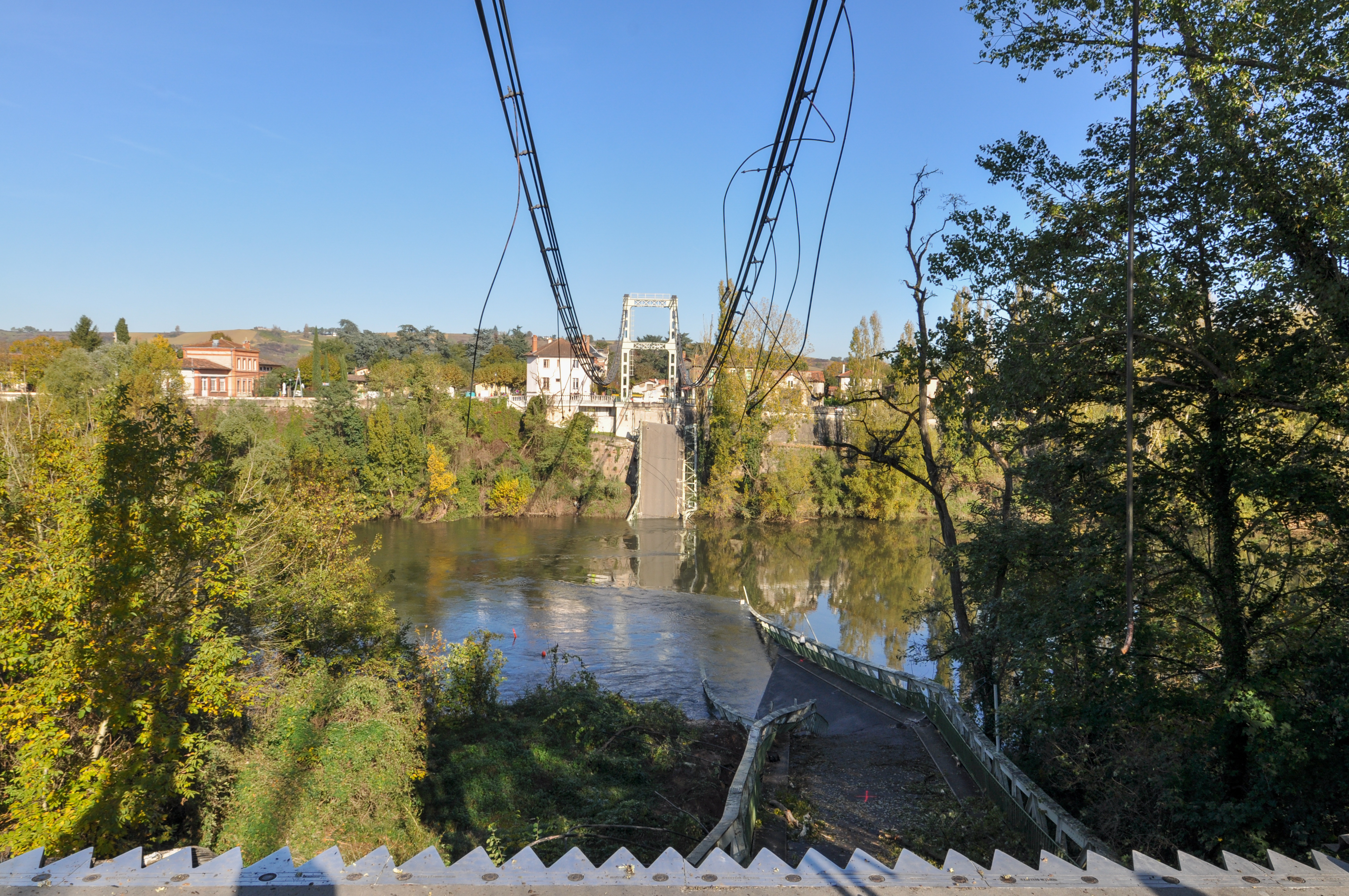

Ainsi, le second pont ne dure pas plus d'un siècle.

### Enquête technique sur l'effondrement
véhicules impliqués
L’ensemble routier Tracteur-Remorque était constitué d'un tracteur d'une masse à vide de 9,56 tonnes, d'une remorque d'une masse à vide de 10,9 tonnes et d'une foreuse transportée d'une masse de 30,85 tonnes, soit une masse totale d'environ (9,56 + 10,9 + 30,85 = 51.31 tonnes).
D'après le rapport technique du BEA-TT, lorsque chacun des véhicules avait parcouru une cinquantaine de mètres sur le pont, l’ensemble des 80 suspentes se rompent, laissant choir le tablier long de 150 mètres pratiquement à la verticale.
témoignages
Le rapport rapporte un témoignage d'un habitant de Bessières :

« (Il) se trouvait à sa fenêtre lorsqu’il a vu un camion portant une foreuse s’engager sur le pont en direction de Mirepoix. Étonné de voir un camion d’une telle importance emprunter cet itinéraire, car c’est un fait relativement rare, il l’a suivi des yeux. Il a pu, lorsque le camion arrivait au milieu du pont, voir le tablier se déformer violemment et onduler comme une vague. Les câbles métalliques se sont cassés les uns après les autres, et le camion a disparu de son champ de vision, tombant dans le Tarn. Un bruit énorme a accompagné l’effondrement du pont. »

— Rapport d’enquête technique.
ruptures constatées
Toutefois, différents types de rupture de suspente se sont produits :
- 6 ruptures des chevalets d’appui sur les câbles porteurs
- 33 ruptures de la suspente au niveau de son ancrage sur le chevalet d’appui sur les câbles porteurs
- 10 ruptures intermédiaire des suspentes pour les suspentes longues raccordées par manchon
- 21 ruptures de l’ancrage de la suspente sur le tablier
- 11 ruptures de la pièce de fixation sur le tablier[17].

« Il est apparu que :
- un élément structurel du pont n'était pas en capacité de résister à la charge apportée par le convoi de 51,31 tonnes ayant circulé le 18 novembre 2019. Il s'agit du tablier ;
- lors du passage du convoi, le tablier a donc cédé aux environs du quart de la travée par un déversement de la poutre de rigidité aval ;
- cette rupture a conduit à une annulation de l’effet de répartition de la charge apporté par cette poutre, et en conséquence, à un effort très important sur une des suspentes de la nappe aval déjà fortement sollicitée. Cette suspente, ou une de ses attaches, a rompu à son tour ;
- une fois rompue, la charge de la suspente s’est reportée tout aussi brusquement sur les suspentes adjacentes qui, en surcharge, ont à leur tour rompu. Le phénomène s’est ensuite propagé aux suspentes de la nappe amont jusqu’à la chute complète du tablier dans le Tarn.

C'est ce scénario de rupture probable qui est retenu dans la suite du rapport. »

— Rapport d'enquête technique
conclusions
En l'absence de défaut technique, le rapport d'enquête sur l’effondrement du pont n'émet pas de recommandations
Le rapport d'enquête suggère que « Le conducteur du (poids lourd) n’a pas respecté la prescription de tonnage limitée à 19 tonnes positionnée en amont du pont, alors que le poids total roulant de l’ensemble routier était de plus de 50 (tonnes) ». Les facteurs supposés pour ce non-respect sont: la non-préparation de ce transport exceptionnel et les impératifs de chantier que le conducteur de poids-lourd, propriétaire de l’entreprise devait respecter.
Le rapport se conclut par le paragraphe suivant :

« Le BEA-TT invite également les principales fédérations professionnelles de transport routier de marchandises à rappeler à leurs adhérents les règles spécifiques d’autorisation et de circulation lors de transport exceptionnel, et dans la conduite de tout véhicule de transport le respect strict des conditions de tonnage imposées au niveau d’un ouvrage. »

— paragraphe final du rapport d’enquête technique sur la chute d’un poids lourd et d’une voiture dans le Tarn après l’effondrement du pont routier sur la commune de Mirepoix-sur-Tarn

## Projet de pont pour 2022
Un peu plus de dix jours après l'effondrement du pont, le préfet et le président du conseil départemental de la Haute-Garonne se sont joints à une réunion au côté d’Éric Oget, maire de Mirepoix-sur-Tarn, afin d'évoquer la construction d’un nouveau pont dans des délais les plus rapides possibles. La solution d'un pont en arc a été envisagée par le maire ; le président du conseil départemental, Georges Méric, indique qu'un budget a d'ores et déjà été fixé par la collectivité. Un délai de trois ans « dans le meilleur des cas » a également été avancé par le maire de la commune.
En juin 2021, l'état des travaux préparatoires en est à l'enlèvement des débris des piles et câbles ; puis à l'enlèvement du tablier et du camion pendant l'été.
La première phase de travaux coute 750 000 euros financés à hauteur de 450 000 euros par la collectivité, et 300 000 euros par « France Relance ».

### Enquête judiciaire
Une enquête judiciaire est en cours.

### Démantèlement du pont effondré en 2019
Le démantèlement consiste d'abord dans  la récupération des piles du pont et des câbles.
Les morceaux du pont doivent être sortis de l’eau et numérotés pour les besoins de l’enquête.
Les découpes dans l’eau se réalisent au chalumeau  depuis une barge, d'autres découpes sont réalisées par scie à câble, pour un montant de 600 tonnes.

« Le camion sera retiré à la toute fin du chantier pour la simple raison qu’il est aujourd’hui coincé sous les morceaux du pont. »

Le Conseil départemental de la Haute-Garonne avancera un montant estimé à 2,5 millions d’euros, pour l'ensemble du démantèlement issu de l'accident.

### Projets de ponts
Des projets de ponts sont considérés pour des budgets autour de 10 millions d'euros.
La reconstruction du pont de Mirepoix-sur-Tarn est prévue pour 2026 par le conseil départemental de la Haute-Garonne et devrait démarrer en 2025 et être ouvert à tous les véhicules autorisés par le code de la route,.